# جاي كلايتون (محامي)
جاي كلايتون (بالإنجليزية: Jay Clayton) هو محامي أمريكي، ولد في القرن العشرين في نيوبورت نيوز في الولايات المتحدة.